# Nutriția oamenilor
Nutriția oamenilor (hrănirea) constă în   ingerarea de alimente (mâncare) și băuturi și servește omului la construirea  corpului său și la menținerea funcțiior vitale ale vieții.   Nutriția influențează sensibil constituția și buna dispoziție corporală, fiziologică, spirituală și socială a oamenilor. De asemenea hrănirea  conștientă cu mâncare și lichide (băuturi) reprezintă și o dimensiune umană culturală și religioasă.